# 고스트 볼러스
고스트 볼러스(영어: Ghost Ballers)는 미국 3on3리그인 BIG3 소속 농구 팀이다.